# Anno (promotiebureau)
Anno was het promotiebureau voor Nederlandse geschiedenis. Anno had de opdracht geschiedenis toegankelijk te maken voor een breed publiek en het onderwijs, door inzet van evenementen en media, en door een link te leggen met culturele en historische instellingen en de wetenschap. Door het historisch besef van burgers te vergroten, wilde Anno een actieve betrokkenheid bij de maatschappij bevorderen.  
Anno heeft per 1 januari 2010 alle activiteiten gestaakt. Een aantal projecten is overgegaan naar het toen opgerichte Nationaal Historisch Museum, dat heeft bestaan tot en met 2011.

## Achtergrond
Anno is de merknaam van de stichting Actueel Verleden. De stichting Actueel Verleden is in 2003 opgericht door de Koninklijke Bibliotheek, het Nationaal Archief, het Rijksmuseum, het Letterkundig Museum, Rijksbureau voor Kunsthistorische Documentatie, Centraal Bureau voor Genealogie en het Nederlands Instituut voor Beeld en Geluid. Loek Hermans, voormalig minister van OCW, was voorzitter van de Raad van Toezicht van Anno.

## Projecten
Enkele van de door Anno bedachte projecten zijn: 
- jaarlijks de week van de geschiedenis en de Nacht van de Geschiedenis (overgenomen door respectievelijk het Openluchtmuseum Arnhem als Maand van de Geschiedenis en het Rijksmuseum);
- De tijdvakkenposters voor het Voortgezet Onderwijs, naar de tijdvakken van Piet de Rooy;
- Het 'HOT-team', als onderdeel van het televisieprogramma Willem Wever ("het Historisch Onderzoeks Team");
- 'Geschiedenis Live!': historische debatavonden in samenwerking met NRC Handelsblad en televisieprogramma Andere Tijden;
- acht keer per jaar de Anno Geschiedeniskrant als bijlage in Sp!ts;
- de Les van het Jaar-wedstrijd voor de beste geschiedenisles;
- mobiele attracties op onverwachte locaties, zoals het spookhuis ENG over de geschiedenis van de angst, Oh wat ben je mooi, over de geschiedenis van de schoonheid en De Bunker over dilemma's in oorlogstijd.

Anno werkte in haar projecten zo veel mogelijk samen met diverse partners.